# شهره نیک‌پور

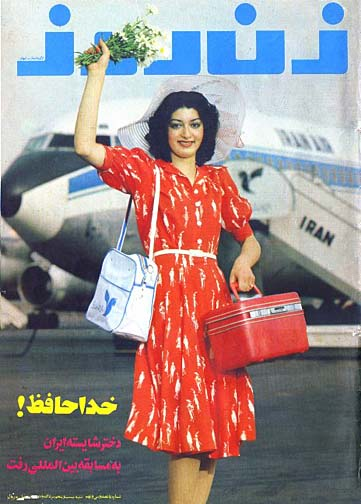
شهره نیک‌پور در حال سفر به مسابقات ملکه زیبایی جهان. (زن روز ۲۰ مرداد ۱۳۵۴)

شُهره نیک‌پور (۱۳۳۶) مدل و ملکه زیبایی اهل ایران است. او دختر شایسته ایران در سال ۱۳۵۴ شد. او همچنین در سال ۱۳۵۴/۱۹۷۵ در مسابقه دختر شایسته میان‌قاره‌ای برنده این مسابقه شد.
مسابقات دختر شایسته نوجوانان جهان در آن سال در شهر اورنجستاد مرکز جزیره آروبا در جنوب دریای کارائیب، برگزار شد.
انتخاب دختر شایسته ایران، از ابتکارهای مجله «زن روز» وابسته به مؤسسه مطبوعاتی-انتشاراتی کیهان بود که از سال ۱۳۴۴ آغاز شد.
طی ۱۳ سال برگزاری مراسم دختر شایسته ایران، ۱۳ دختر برگزیده در هر سال به مسابقه انتخاب دختر شایسته جهان فرستاده شدند و از میان آنان الهه عضدی و شهره نیکپور، عنوان دختر شایسته جهان را به‌دست آوردند.
جوایز شهره نیک‌پور پس از بردن مسابقات دختر شایسته ایران عبارت بود از یک تور مسافرتی آمریکای لاتین، دو هزار دلار پول نقد، انگشتر لعل، و یک ساعت طلا. شرکت ایران‌کالا سیستماتیک نیز یک دستگاه خودرو مزدا ۸۰۸ به او داد که عکس شهره نیک‌پور با ماشین خود بر روی جلد مجله زن روز به چاپ رسید.
مسابقات دختر شایسته نوجوان میان‌قاره‌ای که اکنون مسابقات دختر شایسته میان‌قاره‌ای نامیده می‌شود، در جزیرهٔ آروبا برگزار شد و در مسابقه سال ۱۹۷۵ تعداد ۲۹ دختر از ۲۹ کشور جهان شرکت کردند.
در این مسابقات شهره نیک‌پور از ایران مقام اول، ماریا اینگرید سنتنو کارنیو از ونزوئلا مقام دوم و تینا مونیم از هند مقام سوم را به‌دست آوردند.